# Villa Ornano
Pour les articles homonymes, voir d'Ornano et Ornano (homonymie).
La villa Ornano est une voie du 18e arrondissement de Paris, en France.

## Situation et accès
La villa Ornano est une voie située dans le 18e arrondissement de Paris. Elle débute au 61, boulevard Ornano et se termine en impasse.

## Origine du nom
Elle tient son nom du maréchal d'Empire Philippe Antoine d'Ornano (1784-1863), en raison de sa proximité avec le boulevard éponyme.

## Historique
Cette voie privée en impasse est ouverte sous sa dénomination actuelle en 1913.
Elle est ouverte à la circulation publique par un arrêté du 23 juin 1959.